# فيليس نيومان
فيليس نيومان (بالإنجليزية: Phyllis Newman)‏ (ولدت في 19 مارس 1933) ممثلة ومغنية أمريكية، فازت بجائزة توني لسنة 1962 عن فئة أفضل ممثلة مميزة في مسرحية موسيقية لأدائها دور مارثا فايل في مسرحية "مترو الانفاق للنوم"، من إنتاج مسرح برودواي.

## نشأتها والتعليم
ولدت فيليس نيومان في جيرسي سيتي، بولاية نيو جيرسي، وهي ابنة راشيل وآرثر نيومان. ارتادت مدرسة لينكولن الثانوية حيث كان صوت أنها «نجمة هوليوود المستقبلة».

## روابط خارجية
- موقع فيليس نيومان
- فيليس نيومان على موقع IMDb (الإنجليزية)
- فيليس نيومان على موقع روتن توميتوز (الإنجليزية)
- فيليس نيومان على موقع ألو سيني (الفرنسية)
- فيليس نيومان على موقع ميوزك برينز (الإنجليزية)
- فيليس نيومان على موقع أول موفي (الإنجليزية)
- فيليس نيومان على موقع قاعدة بيانات برودواي على الإنترنت (الإنجليزية)
- فيليس نيومان على موقع قاعدة بيانات الأفلام السويدية (السويدية)
- فيليس نيومان على موقع ديسكوغز (الإنجليزية)
- فيليس نيومان على موقع قاعدة بيانات الفيلم (الإنجليزية)
- فيليس نيومان على موقع كينوبويسك (الروسية)
- فيليس نيومان at the Internet Off-Broadway Database
- مقابلة مع فيليس نيومان